# الأكاديمية الألبانية للعلوم
الأكاديمية الألبانية للعلوم (بالألبانية: Akademia e Shkencave e Shqipërisë)، تأسست سنة 1972، هي المؤسسة العلمية الأكثر أهمية في ألبانيا. في الثمانينات، تم نقل العديد من معاهد البحوث التي كانت في جامعة تيرانا إلى اختصاص الأكاديمية. تضم المؤسسة العلماء الأكثر تميزا ويسمون أيضا «الأكاديميون»، الذين يشاركون في مراكز البحوث والمنظمات داخل ألبانيا وخارجها. اعتبارا من عام 2009، تضم الأكاديمية 23 عضوًا منتظمًا، 10 أعضاء مرتبطين، عضو دائم واحد، و 26 عضو شرف.
كانت الأكاديمية من بين عشرات الأكاديميات العلمية في العالم التي أيدت ووقعت بيان القمة المنبثق عن قمة سكان نيودلهي لعام 1994.

## التنظيم
تتكون الأكاديمية من قسمين:
- قسم العلوم الاجتماعية والألبانية.
- قسم العلوم الطبيعية والتقنية.

وتضم أيضا الأقسام التالية:
- مشاريع التطوير التكنولوجي والابتكار.
- فرع العلاقات الخارجية والعلاقات العامة.
- مكتبة.[9]
- النشر.

تضم أكاديمية العلوم في ألبانيا أكبر مكتبة أكاديمية في البلاد. تأسست في عام 1975 برصيد 10,000 مجلد، وشملت 812,000 مجلد بحلول عام 1986.
في عام 2008، تم سحب التمويل لمعظم وظائف البحث في الأكاديمية، ثم نُقلت تلك الوظائف البحثية لاحقًا إلى الجامعات ومراكز البحوث. انضمت أربعة معاهد بحثية تم فصلها عن الأكاديمية لتشكيل مركز الدراسات الألبانية.

## أعضاء حاليون وسابقون

### أعضاء دائمون
- مظفر كوركوتي

### أعضاء منتظمون
- سكوندر جينجوشي[13]
- فاوس كونغولي[4][13]
- بجير ميتا[4][13]
- فاسيل تولي[4][13]
- رجب ميداني
- تشيفاهير سباهيو
- مارينجلين فيرلي[5]

### أعضاء مرتبطون
- آريان دوروسي
- شعبان السناني

### أعضاء شرف
- إدريس أجيتي[7]
- علي عليو (متوفى)[7]
- فرانشيسكو ألتيماري[7]
- جان أوبوين[7]
- آلان دوسيليه[7]
- بيرند يورغن فيشر[7]
- فيكتور فريدمان[7]
- إريك ب. هامب[7]
- مارك كراسنيكي (متوفى)[7]
- ماتيا ماتيفسكي (متوفى)[7]
- رجب كوسجا[7]
- لوان سراتوفا[7]
- رزفان ثيودوريسكو[7]

### أعضاء سابقون
- إكرم شابيج
- شعبان دميراج[6]
- مينتور بيرميتي
- جورجو بولو[4]